# Elecciones generales de Panamá de 1912

## Elecciones generales de panamá 1912
La elección presidencial en Panamá de 1912 fue realizada el 14 de julio de 1912.
Los candidatos a presidente fueron Belisario Porras del Partido Liberal, y se enfrentó contra el conservador Pedro Antonio Díaz.
En las elecciones hubo algunos antecedentes polémicos, como el enojo de Porras con el presidente interino de ese entonces Pablo Arosemena, por su deseo de reelegirse para presidente en las elecciones de 1912, aunque anteriormente habían hecho una promesa de caballeros de que Arosemena no iba a reelegirse a cambio de que Porras obtuviera un puesto como ministro. Para el sector conservador, Porras era un hombre quien podría dejar en bancarrota a Panamá. Y para eliminarlo, pretendían acusarlo de traición.
Pensaron en poner a un fuerte contrincante, sin embargo, Arosemena se descalificó al despedirse con un mes de retraso, y los demás adversarios como Ricardo Arias Feraud se negaron a dar pelea, el relativamente desconocido Díaz quedó llevando la bandera conservadora contra Porras. El dominado liberal, A pesar de toda esta confusión, ambos sitiaron a William Taft con peticiones de intervención. Ni Taft ni el secretario de Guerra, Henry Stimson, vieron ninguna razón para supervisar las elecciones, pero los hombres presentes se sintieron mucho menos confiados. Sin embargo, en última instancia, el 13 de mayo, Taft aprobó la creación de un Comité de Supervisión, que tenía alrededor de 215 personal estadounidense, para asegurar las líneas establecidas en 1908. 
Un punto muy polémico fue la producción de desórdenes en las elecciones, cuando muchos votaron varias veces y otros se quedaron sin votar. Incluso, se dieron casos de parcialización a favor de determinados partidos por parte del Comité de Supervisión. Testimonio de lo anterior son las palabras del Supervisor de las Elecciones de Bocas de Toro, en nota que dirigió al señor Percival Dodge: “Moralmente estoy seguro de que en ambos lados se perpetraron fraudes, pero no puedo probarlo. Sé que se intentaron fraudes, pero como ambos están complicados, no comprendo cómo pudo ello afectar el resultado de las elecciones”
El 10 de junio el Comité de Supervisión descubrió un envío de rifles en Colón, triados por Feraud del Departamento de Guerra de Estados Unidos. Bajo una fuerte presión estadounidense, el presidente en funciones, Rodolfo Chiari, prometió que no se entregarían armas, que toda la fuerza policial quedaría bajo la autoridad del Comité y que la policía no estaría armada el día de las elecciones, después de lo cual Díaz se retiró, al darse cuenta de que perdió toda su oportunidad y el leve favoritismo de Taft por Porras. Y la elección se desarrolló sin mayores obstáculos a favor de Porras, asegurándole su victoria.
Pero, una vez electo Porras, los problemas no terminaron ahí. Los partidarios de Díaz continuaron generando disturbios y denunciando fraude y parcialidad del Comité de Supervisión. Y finalmente, el 1 de octubre, toma posesión Porras como el presidente de Panamá, comenzando sus funciones.